# Erringibba National Park
Erringibba National Park är en park i Australien. Den ligger i delstaten Queensland, omkring 330 kilometer väster om delstatshuvudstaden Brisbane.
Trakten runt Erringibba National Park är nära nog obefolkad, med mindre än två invånare per kvadratkilometer..
Omgivningarna runt Erringibba National Park är i huvudsak ett öppet busklandskap.  Genomsnittlig årsnederbörd är 660 millimeter. Den regnigaste månaden är januari, med i genomsnitt 131 mm nederbörd, och den torraste är september, med 16 mm nederbörd.